# Salacia hexodon
Salacia hexodon is een hydroïdpoliep uit de familie Sertulariidae. De poliep komt uit het geslacht Salacia. Salacia hexodon werd in 1852 voor het eerst wetenschappelijk beschreven door Busk. 